# ユニコーンステークス
ユニコーンステークス(Unicorn Stakes)は、日本中央競馬会（JRA）が京都競馬場のダート1900mで施行する重賞（GIII・統一GIII）である。
競走名は伝説上の動物、ユニコーンに由来する。
正賞は地方競馬全国協会理事長賞、全国公営競馬主催者協議会会長賞。

## 概要
本競走は1996年の中央競馬のダート路線の整備に伴って創設された。創設当初から2000年までは「3歳ダート三冠」の一冠を成していたが、2001年から2023年まではジャパンダートダービーの前哨戦の位置付けとなっていた。

### 創設（4歳ダート3冠シリーズ）
1996年に中央競馬で最初の3歳限定のダートの重賞競走として創設された。
1996年は9月の中山競馬場でダート1800mの競走として行われ、負担重量は定量制（牡馬56kg、牝馬54kg）で、GIIIに格付けされた。以来、2000年まで9月末もしくは10月初旬に開催された。
創設時は芝のクラシック三冠競走に倣い、ユニコーンステークス（9月末～10月初旬）、大井のスーパーダートダービー（10月～11月）、盛岡のダービーグランプリ（11月～12月）と併せて4歳ダート三冠シリーズを形成した。三冠を達成した場合にはジャパンブリーダーズカップ協会から2000万円のボーナスが出ることになっていたが、達成馬は出なかった。

### 6月開催へ移動
1999年から2001年にかけて、ダート路線の改編が行われた。夏（7月）にジャパンダートダービーが創設（1999年）され、秋のスーパーダートダービーは廃止（2001年）となった。また、11月下旬に行われていたダービーグランプリも9月後半に前倒しになった。
ユニコーンステークスは2001年から6月に移動し、7月のジャパンダートダービーの前哨戦としての性格を与えられた。これに伴い、開催競馬場は東京競馬場に、距離はダート1600mになった。2002年からは負担重量を別定重量に変更となっている。

### ダートグレード競走の体系整備に伴い、京都開催へ移動
2024年からは全日本的なダート競走の体系整備に伴い、この年からダートグレード競走（JpnI）として開催される東京ダービーのトライアル競走に指定され、開催時期を前倒しするとともに、京都競馬場（3回京都3日目）ダート1900mでの開催となる。本競走で2着以内に入ったJRA及び地方所属馬の上位各1頭に東京ダービーへの優先出走権が付与され、また負担重量も馬齢重量に変更されることになった。

### 過去の優勝馬
開催日が変更された2001年以前の第5回までの優勝馬全てが後にGIを制すほどの出世レースで、6月へ移行してからもユートピア、カネヒキリなどのGI優勝馬を輩出し、出世レースの立場は守っている。

### 競走条件
出走資格は、サラ系3歳（旧4歳）のJRA所属の競走馬、地方所属の競走馬（4頭まで）及び外国調教馬（8頭まで）。ただし未出走馬及び未勝利馬は除く。
負担重量は馬齢重量である57kg、牝馬は55kg。2023年までは更にGI競走1着馬は2kg増、GII競走1着馬は1kg増の負担が課せられていた。ただし、2歳時の成績を除く。

### 賞金
2025年の1着賞金は3700万円で、以下2着1500万円、3着930万円、4着560万円、5着370万円。

## 歴史
- 1996年
  - 中山競馬場のダート1800mの4歳（現3歳）限定の混合競走・指定交流競走の定量の重賞（GIII・統一GIII）競走、ユニコーンステークスとして創設（創設当初の負担斤量は牡馬・騸馬が55kg、牝馬が53kg）。
  - 1位入線のバトルラインが進路妨害により10着に降着。
- 1997年 - 施行場を東京競馬場のダート1600mに変更。
- 1998年 - 施行場を中山競馬場のダート1800mに変更。
- 2001年
  - 馬齢表示の国際基準への変更に伴い、出走資格が「4歳」から「3歳」に変更。
  - 施行時期を6月に変更。
  - 施行場を東京競馬場のダート1600mに戻す。
- 2002年
  - 負担重量を別定重量に変更。
  - 地方船橋所属のヒミツヘイキが地方所属馬として史上初の優勝。
- 2003年 - 基本負担斤量が牡馬・騸馬55kg、牝馬53kgから牡馬・騸馬56kg、牝馬54kgに変更。
- 2007年 - 国際セリ名簿基準委員会（ICSC）の勧告により、重賞格付け表記をJpnIII・統一JpnIIIに変更。
- 2009年
  - 混合競走から国際競走に変更され、外国調教馬は8頭まで出走可能となる。それに伴い、重賞格付け表記をGIIIに戻す。
  - 地方所属馬の出走枠が5頭から4頭に縮小。
  - 8位入線のシンゼンオオジが進路妨害により15着に降着。
- 2010年
  - 施行日が安田記念と同日になる。1場で2つの重賞が開催されるのは薄暮競走施行による東京優駿と目黒記念同時開催以来となる[注 6]。
  - 当年のみJRAプレミアムレースの対象競走に指定。副題を「タイキシャトルメモリアル」とする[注 7]。
- 2011年 - 6月5日にJRAプレミアムレースとして施行予定が、3月11日に発生した東日本大震災及び東京電力・福島第一原発の事故による薄暮開催の中止に伴い、6月4日に開催。2009年以来2年ぶりの土曜開催およびそれ以来のメインレースとしての開催となる。
- 2013年
  - 夏季開催の変更に伴い、開催を2週遅める。
  - 当年のみサマージョッキーズシリーズの対象競走に指定。
- 2019年 - 中央競馬競走除外多発事案により、15頭が出走予定だったが、サトノギャロス、ロードグラディオが除外となり、13頭立てとなった。
- 2020年
  - COVID-19の流行により「無観客競馬」として開催[14]。
  - 当年のみ「JAPAN ROAD TO THE KENTUCKY DERBY」の対象競走に指定（ケンタッキーダービーが新型コロナウイルス感染拡大の影響で9月に延期されたことに伴う措置）[15]。
- 2024年
  - この年からダートグレード競走となる東京ダービーの前哨戦に位置付けられることから、開催時期を4月末～5月初旬の第3回京都競馬3日目に前倒しされ、ダート1900mに変更[16]。
  - 負担重量を馬齢重量に変更。
  - 東京トゥインクルファンファーレ（TTF）によるファンファーレの生演奏が実施される[17]。

### 歴代優勝馬
| 回数   | 施行日        | 競馬場 | 距離  | 優勝馬             | 性齢 | 所属 | タイム | 優勝騎手   | 管理調教師 | 馬主                                 |
| ------ | ------------- | ------ | ----- | ------------------ | ---- | ---- | ------ | ---------- | ---------- | ------------------------------------ |
| 第1回  | 1996年9月28日 | 中山   | 1800m | シンコウウインディ | 牡3  | JRA  | 1:52.8 | 岡部幸雄   | 田中清隆   | 安田修                               |
| 第2回  | 1997年10月4日 | 東京   | 1600m | タイキシャトル     | 牡3  | JRA  | 1:36.8 | 岡部幸雄   | 藤沢和雄   | （有）大樹ファーム                   |
| 第3回  | 1998年10月3日 | 中山   | 1800m | ウイングアロー     | 牡3  | JRA  | 1:52.0 | 南井克巳   | 工藤嘉見   | 池田實                               |
| 第4回  | 1999年10月2日 | 中山   | 1800m | ゴールドティアラ   | 牝3  | JRA  | 1:52.6 | 田中勝春   | 松田国英   | 吉田和子                             |
| 第5回  | 2000年9月30日 | 中山   | 1800m | アグネスデジタル   | 牡3  | JRA  | 1:50.7 | 的場均     | 白井寿昭   | 渡辺孝男                             |
| 第6回  | 2001年6月2日  | 東京   | 1600m | ナスダックパワー   | 牡3  | JRA  | 1:36.4 | 江田照男   | 石坂正     | 鋤元節夫                             |
| 第7回  | 2002年6月1日  | 東京   | 1600m | ヒミツヘイキ       | 牡3  | 船橋 | 1:36.4 | 左海誠二   | 岡林光浩   | 田中春美                             |
| 第8回  | 2003年6月7日  | 東京   | 1600m | ユートピア         | 牡3  | JRA  | 1:35.8 | 安藤勝己   | 橋口弘次郎 | 金子真人                             |
| 第9回  | 2004年6月5日  | 東京   | 1600m | トップオブワールド | 牡3  | JRA  | 1:36.0 | 四位洋文   | 藤岡健一   | 小川勲                               |
| 第10回 | 2005年6月4日  | 東京   | 1600m | カネヒキリ         | 牡3  | JRA  | 1:36.5 | 武豊       | 角居勝彦   | 金子真人                             |
| 第11回 | 2006年6月3日  | 東京   | 1600m | ナイキアースワーク | 牡3  | JRA  | 1:37.2 | 横山典弘   | 大久保龍志 | 小野誠治                             |
| 第12回 | 2007年6月2日  | 東京   | 1600m | ロングプライド     | 牡3  | JRA  | 1:36.9 | 武豊       | 小野幸治   | 中井敏雄                             |
| 第13回 | 2008年6月7日  | 東京   | 1600m | ユビキタス         | 牡3  | JRA  | 1:35.1 | 安藤勝己   | 鈴木伸尋   | 池谷誠一                             |
| 第14回 | 2009年6月6日  | 東京   | 1600m | シルクメビウス     | 牡3  | JRA  | 1:35.5 | 田中博康   | 領家政蔵   | （有）シルク                         |
| 第15回 | 2010年6月6日  | 東京   | 1600m | バーディバーディ   | 牡3  | JRA  | 1:36.6 | 松岡正海   | 池江泰郎   | 里見美惠子                           |
| 第16回 | 2011年6月4日  | 東京   | 1600m | アイアムアクトレス | 牝3  | JRA  | 1:36.2 | 秋山真一郎 | 長浜博之   | 堀紘一                               |
| 第17回 | 2012年6月3日  | 東京   | 1600m | ストローハット     | 牡3  | JRA  | 1:36.5 | 福永祐一   | 堀宣行     | 金子真人ホールディングス（株）       |
| 第18回 | 2013年6月16日 | 東京   | 1600m | ベストウォーリア   | 牡3  | JRA  | 1:36.0 | 戸崎圭太   | 石坂正     | 馬場幸夫                             |
| 第19回 | 2014年6月22日 | 東京   | 1600m | レッドアルヴィス   | 牡3  | JRA  | 1:36.0 | 蛯名正義   | 安田隆行   | （株）東京ホースレーシング           |
| 第20回 | 2015年6月21日 | 東京   | 1600m | ノンコノユメ       | 牡3  | JRA  | 1:35.9 | C.ルメール | 加藤征弘   | 山田和正                             |
| 第21回 | 2016年6月19日 | 東京   | 1600m | ゴールドドリーム   | 牡3  | JRA  | 1:35.8 | 川田将雅   | 平田修     | 吉田勝己                             |
| 第22回 | 2017年6月18日 | 東京   | 1600m | サンライズノヴァ   | 牡3  | JRA  | 1:35.9 | 戸崎圭太   | 音無秀孝   | 松岡隆雄                             |
| 第23回 | 2018年6月17日 | 東京   | 1600m | ルヴァンスレーヴ   | 牡3  | JRA  | 1:35.0 | M.デムーロ | 萩原清     | （株）G1レーシング                   |
| 第24回 | 2019年6月16日 | 東京   | 1600m | ワイドファラオ     | 牡3  | JRA  | 1:35.5 | 福永祐一   | 角居勝彦   | 幅田昌伸                             |
| 第25回 | 2020年6月21日 | 東京   | 1600m | カフェファラオ     | 牡3  | JRA  | 1:34.9 | D.レーン   | 堀宣行     | 西川光一                             |
| 第26回 | 2021年6月20日 | 東京   | 1600m | スマッシャー       | 牡3  | JRA  | 1:34.4 | 坂井瑠星   | 吉岡辰弥   | （株）ヒダカ・ブリーダーズ・ユニオン |
| 第27回 | 2022年6月19日 | 東京   | 1600m | ペイシャエス       | 牡3  | JRA  | 1:35.2 | 菅原明良   | 小西一男   | 北所直人                             |
| 第28回 | 2023年6月18日 | 東京   | 1600m | ペリエール         | 牡3  | JRA  | 1:35.0 | C.ルメール | 黒岩陽一   | 長谷川祐司                           |
| 第29回 | 2024年4月27日 | 京都   | 1900m | ラムジェット       | 牡3  | JRA  | 1:58.6 | 三浦皇成   | 佐々木晶三 | 前田幸治                             |
| 第30回 | 2025年5月3日  | 京都   | 1900m | カナルビーグル     | 牡3  | JRA  | 1:56.8 | 吉村誠之助 | 佐藤悠太   | (有)キャロットファーム               |

## 備考
- 現在の優勝レイの配色は、紫色地に金色文字となっている。